# Presidente della Repubblica finlandese
Il presidente della Repubblica finlandese (in finlandese Suomen tasavallan presidentti, in svedese Republiken Finlands president) è il capo di Stato della Finlandia. Il presidente in carica è Alexander Stubb del Partito di Coalizione Nazionale.

## Elezione
Eletto a suffragio universale diretto, dirige la politica estera della Finlandia in collaborazione col parlamento e con il comandante in capo delle forze armate, nomina i più alti funzionari dello Stato e i giudici della corte suprema; in passato era anche il capo formale della chiesa evangelico-luterana.
Il presidente della Repubblica è scelto tramite elezioni a doppio turno ogni sei anni, tra i candidati proposti da almeno uno dei partiti rappresentati in Parlamento o da almeno 20.000 cittadini con diritto di voto. Se vi è un solo candidato, la nomina avviene senza elezione; in caso contrario, il primo turno della votazione si svolge nella seconda domenica di gennaio. Se un candidato supera al primo turno il cinquanta percento dei voti, esso diviene immediatamente presidente. In caso contrario, i due candidati che al primo turno hanno ricevuto il più alto numero di voti partecipano a una tornata di ballottaggio, nella quale chi riceve il più alto numero di voti diventa presidente.
In passato (dal 1919 al 1988) il Presidente della Repubblica veniva scelto in modo indiretto, attraverso un collegio di grandi elettori. I cittadini finlandesi eleggevano i grandi elettori tramite una votazione con sistema proporzionale, e tali grandi elettori indicavano il presidente tramite una complicata procedura.
Nel 1994, al termine della presidenza di Mauno Koivisto, venne limitato il numero di mandati presidenziali per una persona a due consecutivi. Alla base del cambiamento c'era la lunga presidenza di Urho Kekkonen, durata per oltre 25 anni.
Le ultime elezioni in ordine di tempo sono state quelle del 2024.

## Poteri

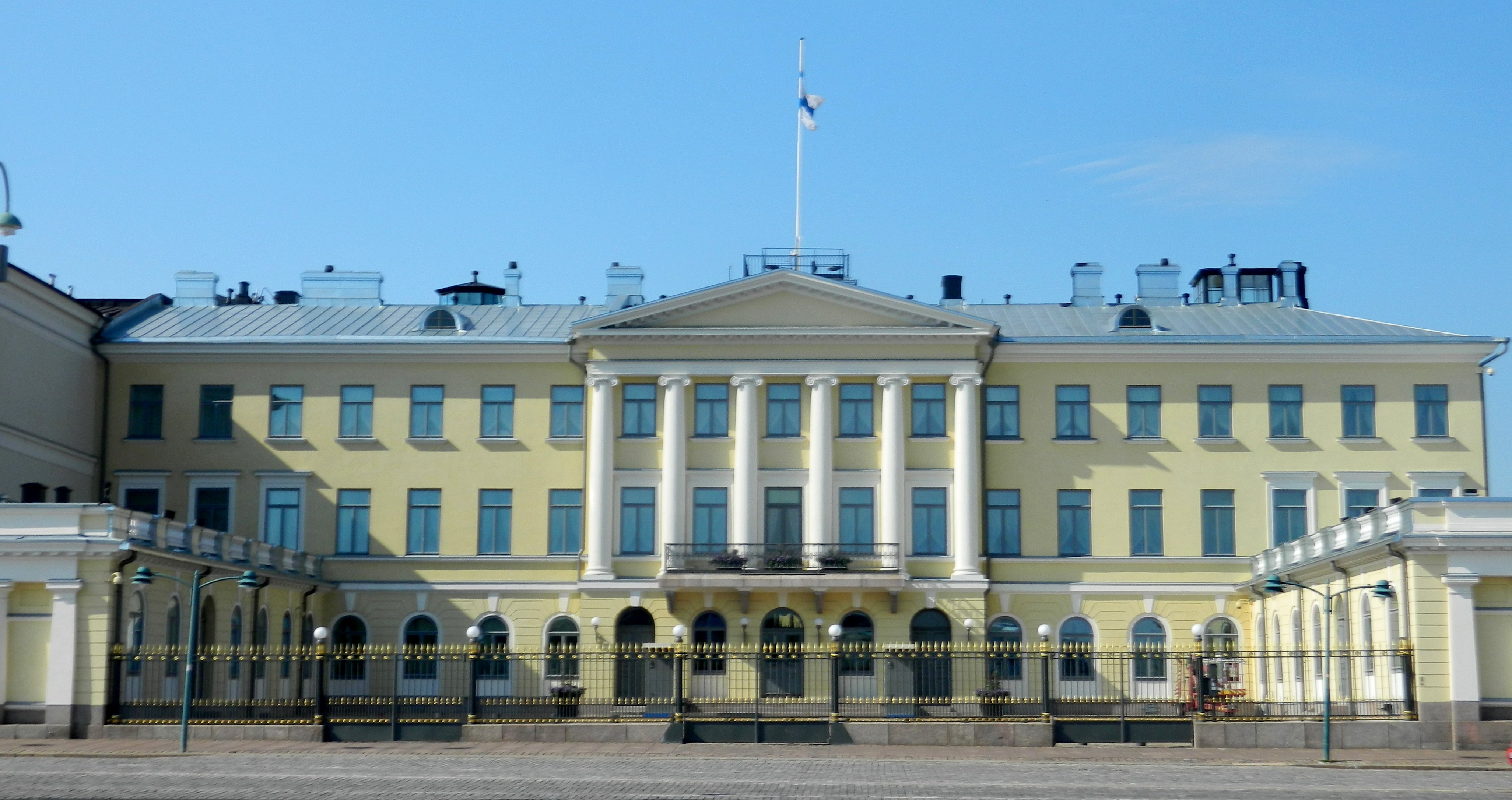
Il Palazzo Presidenziale, Helsinki

Secondo la costituzione finlandese in vigore dal 1919 al 2000, il Presidente della Repubblica nominava anche il formatore del governo (in pratica il Primo ministro), poteva sciogliere il parlamento e indire nuove elezioni. I poteri del presidente nella formazione del governo e nello scioglimento delle camere sono stati limitati durante gli anni novanta e successivamente nella nuova costituzione, che è entrata in vigore il 1º marzo del 2000.
Il Presidente della Repubblica è considerato un mediatore tra i partiti. A prescindere da questo, i vari presidenti hanno comunque usato la propria posizione per sostenere gli interessi del proprio partito.
La residenza esclusiva del Presidente della Repubblica è il Palazzo Presidenziale che si trova nel centro di Helsinki, mentre la residenza ufficiale è la casa Mäntyniemi nel quartiere di Meilahti. La residenza estiva del presidente è il Kultaranta (lett. costa dorata) nella città di Naantali.

## Bandiera

Stendardo del Presidente della Repubblica finlandese.

Il Presidente della Repubblica ha la propria bandiera, nella quale è raffigurata la Croce d'Oro di terza classe per il merito civile nell'angolo in alto a sinistra. Stranamente la croce d'oro di terza classe non è quella di valore più elevato e neppure il può alto riconoscimento ufficiale finlandese, che è l'Ordine della Rosa Bianca di Finlandia.